# Adolf Eriksson (ingenjör)
Adolf Eriksson, född 14 juli 1877 i Arvika, död 2 mars 1972 i Hovås, var en svensk ingenjör och trafikchef.
Eriksson utexaminerades från Chalmers tekniska läroanstalt 1901 inom såväl mekaniska som väg-, vatten- och husbyggnadsfacket. Han anställdes samma år vid Göteborgs Spårvägar, där han under de första åren tjänstgjorde han som biträdande ingenjör vid elektrifieringen och nybyggnader. Därefter var han driftsassistent och baningenjör, innan han 1919 tillträdde befattningen som chef för trafikavdelningen, vilken han innehade till pensioneringen 1940.